# Gérard Manuel
Gérard Manuel, est un chanteur français, né Gérard Dejoux à Oran le 23 mars 1946 et mort à Cannes le 29 avril 1999 à 53 ans. 
Il est passé dans quelques émissions de variétés[Combien ?] pour chanter ses nouvelles chansons, à chaque sortie d'un nouveau disque. 

## Discographie
Sa discographie fut publiée en France sur cinq singles 45 tours simples chez Vogue, en Italie sur un single 45 tours simple chez CBS et au Canada sur un album 33 tours chez Fleur (assemblé à partir des dix faces de 45 tours français).
- On a trop fait l'amour ensemble - 45 tours réf: V. 45. 27002  (1971), 10467 (réédition collection "2 Oldies" 1981)
- Ci siamo dati troppo amore - 45 tours italien réf: CBS 7509 (1971)
- Les clefs du Paradis - 45 tours réf: V. 45. 27014  (1971)
- La plus belle nuit de ma vie - 45 tours réf: V. 45. 27019  (1972)
- Confidence pour confidence - 45 tours réf: 45. V. 4161  (1972)
- Comme l'été sera beau - 45 tours réf: 45. V. 14124  (1976)
- On a trop fait l'amour ensemble - 33 tours canadien réf: FLP 223  (1976)
Son plus grand succès fut la chanson "On a trop fait l'amour ensemble", en 1971.
En 1972, son tube "Je te parie qu'il pleut à Paris" est classé au hit-parade de RMC.